# 越南葡萄酒
越南葡萄酒是越南生产的葡萄酒。19世纪末法国对该地区的殖民统治期间，该地区首次开始种植葡萄。该地区的热带气候不适合法国殖民者习惯种植的法国葡萄酒的葡萄品种，因此葡萄酒行业将注意力转向果酒生产。20世纪末，在来自澳大利亚等地区酿酒师的协助下，人们重新关注葡萄的培育。1995年，一家与澳大利亚葡萄酒的合资企业启动了一项新的种植计划，将赤霞珠和霞多丽等国际葡萄品种重新引入到最近布满越南战争遗留地雷的土地上。

## 葡萄栽培和地理

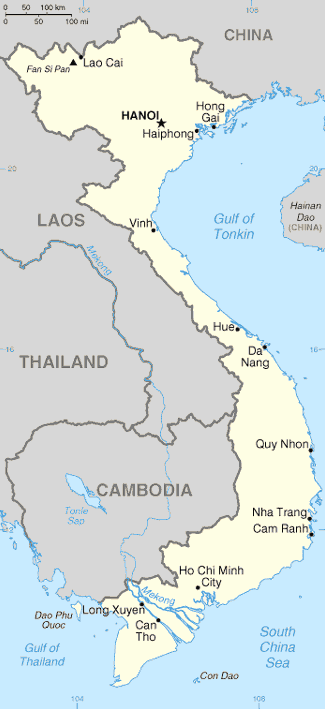
越南地图

越南位于北回归线和赤道之间，具有典型的热带地区气候，湿度高，夏季多雨。越南多山地，可以缓解热带影响，并创造各种小气候，使葡萄栽培能够蓬勃发展。北部湾、湄公河和红河也对气候有调节作用。由于全年气候温暖，越南南部地区的葡萄园一年可收获多达三次。有些植物品种可以在种植后一年内通过新插条结出果实。
法国殖民者在河内附近巴维山脉周围的高地地区种植了葡萄园。现代葡萄栽培技术通过积极的修剪和棚架风格的采用取得了一些成功的成果。这种棚架的优点是可以使葡萄藤远离地面，使部分湿度得以通风，从而降低白粉病发生的风险。葡萄串被葡萄树的树冠遮蔽，从而降低了产量。
其他种植葡萄园的地区包括安南山脉沿线的中央高地地区和潘郎-塔占市周围的宁顺省南部沿海平原，越南第一家商业酒庄天泰酒庄（Thien Thai Winery）就位于此处。

## 葡萄和葡萄酒
截至2005年，越南种植的主要葡萄品种是Cardinal和Chambourcin葡萄。葡萄酒生产的很大一部分是用该国丰富的当地水果酿造的果酒。英国公司Allied Domecq和澳大利亚酿酒师正致力于将更多国际葡萄品种引入该地区，并尝试生产起泡酒。许多新的葡萄园正在最近排雷的地区种植。 